# Vereinigtes Thora-Judentum
Vereinigtes Thora-Judentum (VTJ) (hebräisch יהדות התורה המאוחדת Jahadut HaTorah HaMeukhedet) ist ein Bündnis der beiden israelischen Parteien Agudat Jisra’el und Degel haTora. Es sind aschkenasisch-charedische („ultraorthodoxe“) Parteien, die in der Knesset vertreten sind. Agudat Jisra’el vertritt Chassidim, Degel haTora Misnagdim. Im Gegensatz zu den anderen religiös-orthodoxen Parteien Israels wie Schas, Mafdal – HaTzionut HaDatit, Tkuma, Noam und Otzma Jehudit war das Vereinigte Thora-Judentum ursprünglich nicht zionistisch, akzeptiert aber mittlerweile die Existenz des israelischen Staatswesens. Das Parteienbündnis kämpft für den bestimmenden Einfluss der Torah und der jüdischen religiösen Gesetzgebung (Halacha) in der jüdischen Gesellschaft in Israel und in der jüdischen Welt insgesamt.

## Geschichte
Das Bündnis wurde 1992 gegründet. An der Gründung waren insbesondere die Rabbiner Jaakov Arjeh Alter, Joseph Schalom Elyashiv, Jisachar Dov Rokeach, Elasar Menachem Schach und Aharon Leib Schteinman beteiligt. Die beiden Parteien in dem Zusammenschluss waren sich nicht immer in allen politischen Fragen einig, haben jedoch im Laufe der Jahre zusammengearbeitet und sich als Wahlblock vereint, um eine möglichst hohe Anzahl an Sitzen in der Knesset zu erreichen.
Als das Vereinigte Thora-Judentum sich 2004 der Regierungskoalition unter Ariel Scharon anschloss, spaltete es sich wieder in seine zwei Parteien. Vor den Parlamentswahlen 2006 erneuerten die beiden Parteien hingegen wieder ihr Bündnis. In der 21. Knesset nach der Wahl 2015 verfügte das Bündnis über sechs Parlamentssitze. Bei den Parlamentswahl im April 2019 und im September 2019, zu der das VTJ eine Listenvereinigung mit der sephardisch-ultraorthodoxen Schas einging, fielen auf das Vereinigte Thora-Judentum acht Sitze, welche sich in den folgenden Wahlen 2020, 2021 und 2022 auf sieben verringerten. Das VTJ trat in das Kabinett Netanjahu ein. Yitzhak Goldknopf fungierte dort als Minister für Bau- und Wohnungswesen, während sein Parteifreund Meir Porusch Minister für Jerusalemer Angelegenheiten und jüdische Tradition wurde.
2022 wurde Yitzhak Goldknopf als Nachfolger von Yaakov Litzman und Mosche Gafni Vorsitzender des Vereinigten Thora-Judentums.
Am 15. Juli 2025 kündigte die Partei den Austritt aus der Regierungskoalition von Ministerpräsident Netanjahu an. Als Grund wurde angegeben, dass das Parlament einen Gesetzentwurf zur Befreiung von Tora-Studenten vom Militärdienst nicht angenommen habe. Am 16. Juli 2025 trat auch die Schas-Partei aus der Koalition aus.

## Positionen, Ziele und Kampagnen
- Befreiung ultra-orthodoxer Religionsstudenten vom Militärdienst[7]
- Schabbat-Gesetz verpflichtend in ganz Israel[8][9]
- Das Vereinigte Thora-Judentum befürwortet den Schutz und die weitere Stärkung der „jüdisch-religiösen Identität Israels“, intensiven jüdischen Religionsunterricht an allen jüdischen Schulen, die großzügige Unterstützung und Finanzierung religiöser Schulen und anderer religiöser Einrichtungen sowie „traditionelle Familienwerte“ und lehnt eine Trennung von Staat und Religion,[10] die Einführung zivilrechtlicher und gleichgeschlechtlicher Ehen und das Recht auf Abtreibung[11] ab.
- Wie alle religiösen jüdischen Parteien in Israel vertritt das Vereinigte Thora-Judentum die Ansicht, dass Gott das Land Israel dem jüdischen Volk gegeben habe und es ihm daher für immer gehöre. Das Bündnis spricht sich gleichzeitig für einen „echten Frieden im Nahen Osten“ und ein „Ende des Blutvergießens“ aus.[12]

Das Bündnis setzt sich im Rahmen der israelischen Demokratie für eine noch stärkere Integration der jüdischen religiösen Gesetze in die staatliche Gesetzgebung Israels ein. Es strebt nach eigener Aussage danach, „alle Herausforderungen, die im jüdischen Leben auftreten, im Geiste der Torah und der Mitzvot zu lösen“.

## Sitze in der Knesset
Bei den Wahlen zur Knesset 2022 errang das Vereinigte Thora-Judentum 7 Sitze:
- Agudat Jisra’el: 4 Sitze
- Degel haTora: 3 Sitze